# KOI кодирања знакова
KOI (КОИ) је породица неколико кодних страница за ћирилично писмо. Назив је скраћеница од Kod obmena informatsiey што значи „Код за размену информација“.
Посебна карактеристика KOI кодних страница је да текст остаје читљив људима када се уклони леви бит са краја реда, уколико случајно прође кроз опрему или софтвер који може да обрађује само знакове ширине 7 бита. То је због тога што су знакови поређани посебним редоследом (128 кодних тачака осим латиничног слова којем звуче најсличније), што, међутим, не одговара абецедном редоследу ни у једном језику који је написан ћирилицом и захтева употребу табела претраживања за сортирање.
Ова кодирања су изведена из ASCII на основу извесне кореспонденције између латинице и ћирилице (скоро фонетске), која се већ користила у руском дијалекту Морзеове азбуке и у телеграфском коду MTK-2. Првих 26 знакова из А (0кЕ1) у КОИ8-Р су А, Б, Ц, Д, Е, Ф, Г, Х, И, Й, К, Л, М, Н, О, П, Я, Р, С, Т, У, Ж, В, ь, И, З.

## KOI-7
Оригинално KOI кодирање (1967) била је 7-битна кодна страница под називом KOI-7 (КОИ-7), која није садржала мала слова. У KOI-7, кодови од 31 или 32 руска слова су поређани према латиничним словима. Остале кодне тачке су исте као у ASCII (међутим, знак долара $ (кодна тачка 24 hex) може бити замењен универзалним знаком валуте ¤).

## KOI-8
KOI-8 (КОИ-8), стандардизован 1974. године као ГОСТ 19768, је 8-битно проширење ASCII кода.   Првобитно је садржало само 32 мала и 31 велико руско слово.
Каснији деривати KOI-8 чине породицу кодирања познатих као KOI8, KOI 8 и KOI-8 .
Чланови породице су:
- KOI8-B (са Ё ё и Ъ )
- KOI8-R за руски и бугарски језик (RFC 1489).  ( Кодна страница 878 )
- KOI8-U за украјински језик (RFC 2319).  ( Кодна страница 1168 )
- KOI8-RU за украјински, белоруски и руски језик . [1]  ( Кодна страница 1167 )
- KOI8-T за Таџикистан. (FreeDOS кодна страница 62318)
- KOI8-C, такође KOI8-CA, предлог за Кавказ и Централну Азију ; готово никада коришћен. (FreeDOS кодна страница 61294)
- ISO-IR-111 / KOI8-E [2] (ECMA-113 (1. издање, 1986),  вишејезично за словенске језике).
- KOI8-F, KOI-8 Унифицирани. Укључује расподелу слова из KOI8-U и KOI8-E, са подскупом псеудографије из KOI8-R.   (FreeDOS кодна страница 60270)
- KOI8-K1 „Ћирилица-1“ (дефинисано у CSN 36 9103, ST SEV 358–88)
- KOI8-O (раније KOI8-C) за староруски правопис . [3] (FreeDOS кодна страница 63342)

Поред тога, ГОСТ Р 34.303-92 дефинише „KOI-8 V1“ што је ISO-IR-153, и „KOI-8 N1“ и „KOI-8 N2“ које су варијанте кодне странице 866. Ови не прате распоред KOI-8.

## Латинске варијанте
Нека кодирања се називају KOI, али дефинишу латинична писма:
- KOI8-CS/KOI8-CS2  за чешки и словачки језик (ČSN (чешки технички стандард) 369103, који је осмислио Савет за економску помоћ ). Ово је кодирало латиницу дијакритичким словима, какви се користе у чешком и словачком, уместо ћириличног писма, али основна идеја је била иста - текст је требало да остане читљив и са обрисаним 8. битом, тако је нпр. Č постало C итд.).
- KOI8-L2 „Latin-2“ (дефинисано у CSN 36 9103), ISO IR 139  (скоро идентично са ISO 8859-2 (1987), али су знак долара и знак валуте замењени)
- DKOI CS2 (дефинисано у CSN 36 9103)
- DKOI L2 (дефинисано у CSN 36 9103)

## Спољни линкови
- „The Home of the KOI8-R since 1995”. 1995. Приступљено 2016-12-05.
- Hohlov, Yu. E. „Cyrillic Information Representation in Electronic Form - Character Set (Code Page) Tables”. Архивирано из оригинала 2016-12-05. г. Приступљено 2016-12-05.
- Nechayev, Valentin (2013) [2001]. „Review of 8-bit Cyrillic encodings universe”. Архивирано из оригинала 2016-12-05. г. Приступљено 2016-12-05.